# Janie Varades-Söderberg
Janie Varades-Söderberg, egentligen Janie Marie-Louise Söderberg, ogift Rogé, född 13 december 1933 i Varades i Frankrike, död 14 december 2022 i Lunds Sankt Peters klosters distrikt, var en fransk-svensk översättare och konstnär.
Varades-Söderberg, som använde sin födelseort i konstnärsnamnet, läste franska och spansk litteratur i Madrid 1956, kom till Sverige 1965 och bosatte sig i Lund. Hon översatte konst- och teaterartiklar från svenska till franska och medverkade i samlingsverk i Frankrike, Belgien, Argentina och Mexiko.
Hon bedrev studier för Bertil Lundberg på Grafikskolan Forum i Malmö 1971–1973. Hon hade separatutställningar på Galleri Ängeln i Lund 1979, Sundsvalls konstmuseum 1982, Uppsala konstmuseum 1984, Galleri Fönstret i Malmö 1987 och hos Konstföreningen Aura Lund 1990.
Bland samlingsutställningar hon deltog i kan nämnas: Maison de la Culture Nevers i Frankrike 1976, Paris-Lund i Lunds konsthall 1979, Ofred i Lunds Konsthall 1982, Skånska kvinnor på Landskrona konstmuseum 1985 och Museum of Modern Art Rijeko i Jugoslavien.
Hon finns representerad vid Malmö museum, Hälsinglands museum, Sundsvalls konstmuseum och Upplands konstmuseum. Hon fick Lunds kulturstipendium 1974 och Ester Almqvists stipendium samma år. Vidare erhöll hon statliga stipendier ungefär vartannat år mellan 1980 till 1991. Hon gav ut boken Blod och honung 1997.
Under tiden 1958–1973 var hon gift med poeten Lasse Söderberg och fick en son 1960.